# Ultra Jump
Ultra Jump (яп. ウルトラ ジャンプ, Урутора Дзямпу) — японський журнал, який видається компанією Shueisha з 1999 як частина лінійки журналів Jump (яп. ジャンプ, дзямпу) і присвячений сейнен-манзі. Спочатку журнал Ultra Jump був орієнтований на старшу аудиторію, ніж Weekly Shonen Jump. Журнал виходить щомісяця 19 числа.

## Історія
Перший журнал Ultra Jump був виданий як спеціальний випуск Weekly Young Jump 1995 року під назвою Young Jump: Ultra Special Issue: Ultra Jump. 19 жовтня 1999 року спеціальний випуск став новим щомісячним виданням Ultra Jump. Спочатку ілюстрації для обкладинки малювали Кацуя Терада (англ. Katsuya Terada, яп. 寺田克也) та Рейндж Мурата (англ. Range Murata, яп. 村田蓮爾). Після перенесення публікації «Steel Ball Run» (укр. «Гонка Сталевої Кулі») авторства Хірохіко Аракі в журнал Ultra Jump у 2005 році, манґа «JoJo no Kimyo na Boken» (укр. «Химерні пригоди ДжоДжо») стала візитною карткою журналу та частою прикрасою обкладинки. 19 березня 2008 року Ultra Jump випустив онлайн-спін-офф журналу Ultra Jump : «Young Jump: Ultra Special Issue: Ultra Jump» (яп. ヤングジャンプ超増刊ウルトラジャンプ, Янґу Дзямпу: Тьо: дзо:кан урутора дзямпу). Ultra Jump Egg - це онлайн-сайт манґи, який в основному серіалізує манґу, якої немає в оригінальному журналі Ultra Jump .

## Особливості
Журнал є відомим своїми фансервісними та науково-фантастичними історіями, орієнтованими на молодь. Ван-шоти авторів манґи регулярно видаються та називаються «спеціальними ван-шотами» (яп. 特別読切, укр. Токубецу Йомікірі). Кожен випуск містить одну або кілька серій манґ, які зараз публікуються в журналі.

## Найпопулярніші серії манґи, видані в журналі
- No Guns Life
- Hayate × Blade
- JoJo no Kimyou na Bouken Part 7: Steel Ball Run
- Biorg Trinity
- Gingitsune
- Space Patrol Luluco
- JoJo no Kimyou na Bouken Part 8: JoJolion
- Little Witch Academia
- Tenjho Tenge
- Rozen Maiden 0
- Bastard!!
- JoJo no Kimyou na Bouken Part 9: The JOJOLands